# Устя-Зелене (гміна)
Гмі́на У́стя-Зеле́не — сільська гміна у Бучацькому повіті Тернопільського воєводства Другої Речі Посполитої. Адміністративним центром гміни було Устя-Зелене.
Гміна утворена 1 серпня 1934 року в рамках реформи на підставі нового закону про самоврядування (23 березня 1933 року).
Площа гміни — 133,55 км².
Кількість житлових будинків — 3054.
Кількість мешканців — 15230
Нову гміну було створено на основі гмін: Бобрівники, Баранів (з 1946 року Гранітне), Яргорів, Красіїв, Лазарівка, Лядське, Лука, Межигір'я, Низьколизи, Тростянці, Устя-Зелене і Задарів